# Ivo Stropnik
Ivo Stropnik ‒ slovenski književnik; vodja Velenjske knjižne fundacije (UVKF) in mednarodnega književnega festivala Lirikonfest Velenje; odgovorni urednik mednarodne revije Rp. Lirikon21 idr. edicij pri UVKF

## Življenje
Ivo Stropnik se je rodil 3. avgusta 1966 v Celju, otroštvo in mladost je preživel v Ravnah pri Šoštanju, od leta 1993 živi v Velenju.
Slovenistiko je študiral na Filozofski fakulteti v Ljubljani in se uveljavil kot pesnik, mladinski pisatelj, urednik, lektor in podjetnik v kulturi (ustanovil je Veleniko, tj. kreativno, pisateljsko in založniško asociacijo). Zaposlen je v mestni knjižnici kot urednik publikacij, aktiven je na publicističnem in domoznanskem področju ter izvaja organizacijske in mentorske aktivnosti na literarnem področju. Je član Društva slovenskih pisateljev in Slovenskega centra PEN.

## Delo
Književnik Ivo Stropnik je bil leta 1994 pobudnik ustanovitve založbe Pozoj, delujoče v Velenju, več let je bil urednik knjižnega programa pri Pozoju. Uredil in jezikovno redigiral je več kot sto domoznanskih, leposlovnih in drugih publikacij (Hotenja, Fragmenti, Šaleški razgledi idr.). 
Leta 2000 je bil pobudnik ustanovitve Velenjske knjižne fundacije; leta 2001 je postal njen vodja in je odgovorni urednik knjižnih edicij pri UVKF. Je pobudnik in večletni organizator mednarodnega festivala Lirikonfest Velenje, vzpostavljenega leta 2002 in do leta 2008 imenovanega Herbersteinsko mednarodno srečanje književnikov, katerega osrednje literarne prireditve, nagrade, priznanja in publikacije so: mednarodna Pretnarjeva nagrada ambasadorjem slovenske književnosti in jezika po svetu, Akademija Poetična Slovenija z vseslovensko književno nagrado, imenovano čaša nesmrtnosti-velenjica, za 10-letne vrhunske pesniške opuse 21. st., ki se v Velenju podeljuje od leta 2006, mednarodna književniško-prevajalska rezidenca UVKF z ustvarjalnimi bivanji v Velenju (od 2007), revija Rp. Lirikon21, ki podeljuje priznanje lirikonov zlát idr.
Je ustanovitelj in odgovorni urednik mednarodne literarne revije za poezijo 21. stoletja, imenovane Rp. Lirikon21, ki od 2006/2007 podeljuje priznanje lirikonov zlát (za vrhunske revijalne prevode poezije 21. st. v slovenski jezik in iz slovenščine v tuje jezike) ter občasno prireja Lirikon(fest)ove degustacije izbrane slovenske in prevodne poezije in drugih liričnih umetnosti 21. stoletja. 
V letih 1983–2012 je objavil osemnajst leposlovnih knjig za odrasle in mladino: Zlati metulji (1983), Redčena konjenica (1991), Podtalnica (1991), Skrivalnica v očesu (1993), Lastna imena mojega doma (1997), peteroknjižje Slovarjenje melanholije in radoživosti I–V: Rosa ni pozabila name (1997), Daljave (1998), Triangel (2001), Nate mislim, votlina v glavi (2006), Knjiga šumov (2009), antologija Nazaj k živali (2008), XXXL – Velike ljubezni (2012). 
Njegova poezija za odrasle je prevedena v tuje jezike: hrvaščino, srbščino, angleščino, češčino, poljščino, bolgarščino, francoščino, nemščino, nizozemščino, litovščino, ruščino idr. 
Knjige za otroke in mladino: Ko je vsaka pot za pol ure daljša (1996), Plenične za gospodiče in gospodične (1999), Velenjice/Dogodivščine vilenjaka Šalčka (2001), Lovec in sedem vozličkov (2003), Z Botro pujso na potepu (2004), antologija Nikoli odrasle (2010).
Leta 2002 je ustanovil lutkovno-gledališko skupino, ki se je najprej imenovala Pet prstov preštej, pozneje pa Dudovo drevo. Skupina je v letih 2002–13 uprizorila več njegovih besedil: Dudovo drevo, Ognjeni grad, Hudolukenjček, Slonček mastodonček Dondi, Izgubljene coklice, Marička z zelenega vrtička, Razkačen Poskok, Jezernik Velenjč idr. 
Piše tudi songe (ps. Toni Pivosrk): Hipokrensko vino (poetično-satirični kabaret, 2005); nekaj njegovih besedil je uglasbenih. 
Uredniško in publicistično delo Iva Stropnika
Je (so)avtor in (so)urednik več šaleških domoznanskih in literarnih zbornikov, monografij idr. knjižnih izdaj: Šaleški ibidem (1990), Mlinškovo berilo (1991), Velenje (1992), Kajuh – pesnik vseh letnih časov (1994), 140 let organiziranega knjižničarstva na Šaleškem (Šaleški razgledi 11, 1994), Izbrane šaleške slovstvene biografije (Šaleški razgledi 11, 1994), jezikovna posodobitev in ureditev ponatisov mladinskega romana Beli dvor (p. 1997) in mladinske povesti Nekoč je bilo jezero (p. 1999) rojaka G. Šiliha, Velenje (2002), Velenje prisrčno – Sto in sto pogledov na mesto z očmi fotografov in pesnika (2010) idr. 

## Priznanja in nagrade
- Napotnikovo priznanje (1990)
- Trubarjeva listina (1994)